# Morley (Yorkshire de l'Ouest)
Pour l’article homonyme, voir Morley.
Morley est une ville et une paroisse civile britannique située dans le comté du Yorkshire de l'Ouest, de l'arrondissement métropolitain de la ville de Leeds, en Angleterre. Elle fait partie du district métropolitain de Leeds.  Morley fait partie du Heavy Woollen District.

## Histoire
Morley a été mentionné dans le Domesday Book en 1086 sous les noms de Morelege, Morelei et Moreleia. Morley signifie « terrain découvert près d'une lande », du vieil anglais mōr « lande, clairière, pâturage » + lēah « terrain découvert, clairière ». Il a donné son nom à Morelei Wapentac, un wapentake qui était probablement lié à Tingley.
Howley Hall (en) a été construite dans les années 1580 par Sir John Savile, membre d'une famille de grands propriétaires fonciers du Yorkshire, la famille Savile. La maison a été assiégée pendant la guerre civile anglaise en 1643 avant la bataille d'Adwalton Moor mais ne semble avoir subi aucun dommage sérieux. Elle continua à être occupée au XVIIe siècle puis tomba en ruine. Howley Hall a été démolie en 1730 mais des ruines subsistent, notamment les caves de sa grande salle.
La ville fut célèbre pour son industrie textile, notamment un tissu de mauvaise qualité porté par les deux camps pendant la guerre civile américaine.
C'était une importante zone de charbonnages. Le 7 octobre 1872, 34 personnes furent tuées dans une explosion à la mine de charbon Morley Main.

## Géographie
Elle se trouve à environ 8 km au sud-ouest du centre-ville de Leeds. Elle a été construite sur sept collines : Scatcherd Hill, Dawson Hill, Daisy Hill, Chapel Hill, Hunger Hill, Troy Hill et Banks Hill. La ville est divisée entre les quartiers Morley Nord et Morley Sud (contenant le centre-ville), tous deux faisant partie de la circonscription parlementaire de Leeds Sud-Ouest et de Morley.
Il y a une gare à Morley.

## Démographie
En 2011, la ville et la paroisse civile comptaient respectivement 44 440 et 27 738 habitants. Morley est la plus grande ville de l'arrondissement après Leeds elle-même.